# Rudolf Stricker
Pour les articles homonymes, voir Stricker.
Rudolf Stricker (né le 1er février 1829 à Hebron-Damnitz, arrondissement de Stolp en Poméranie-Occidentale et mort le 5 octobre 1890 à Berlin) est un directeur artistique et éditeur prussien.

## Biographie
Rudolf Stricker s'engage dans l'armée en 1843. En 1864, il participe à la guerre des Duchés en tant qu'officier du directeur et reçoit le croix d'Alsen.
En 1865, il se marie avec Clara Effert, fille de l'éditeur August Effert (1801-1870). En 1871, Stricker reprend sa part dans la Nicolaische Verlagsbuchhandlung (A. Effert & L. Lindtner) et en 1872, il devient l'unique propriétaire après le départ de Ludwig Lindtner.
La maison d'édition Nicolaische Verlagsbuchhandlung (R. Stricker) est continuée par les héritiers et existe sous ce nom jusqu'en 1922 environ, puis sous le nom de Nicolaische Verlags-Buchhandlung.